# Lorenzo Alberti
Lorenzo Alberti (Milano, 1º giugno 1970 – Milano, 6 luglio 2007) è stato un cestista italiano, deceduto all'età di 37 anni.
Era il fratello di Paolo Alberti, anch'egli cestista.